# Zaglyptomorpha longula
Zaglyptomorpha longula là một loài tò vò trong họ Ichneumonidae.